# 1833 în literatură
Anul 1833 în literatură a implicat o serie de evenimente și cărți noi semnificative.  